# Provincia Antananarivo
Provincia Antananarivo este o fostă provincie din Madagascar cu o suprafață de 58,283 kilometri pătrați (22,503 mi2). Avea o populație de 5.370.900 de locuitori în 2004. Capitala sa a fost Antananarivo, care este, de asemenea, capitala țării.  Înființată în 1965, a fost cea mai importantă provincie din Madagascar din punct de vedere al producției industriale. A fost una dintre cele mai literate provincii și a fost dominată de poporul Merina. Împreună cu celelalte cinci provincii, a fost desființată în 2007, după ce a fost aprobat un referendum în favoarea creării unor regiuni mai mici pentru a ajuta la dezvoltare. A fost grav afectată de ciumă în secolul 20. În 2002, președintele de atunci a proclamat stare de urgență Didier Ratsiraka. Evenimentele care au urmat au făcut ca celelalte cinci provincii să anunțe crearea unei noi republici care ar fi exclus provincia Antananarivo. Pacea a fost restabilită doar atunci când Marc Ravalomanana a fost instalat ca președinte al țării.

## Diviziuni administrative
Provincia Antananarivo a fost împărțită în patru regiuni din Madagascar - Analamanga, Bongolava,  Itasy și Vakinankaratra. Aceste patru regiuni au devenit diviziuni administrative de prim nivel atunci când provinciile au fost desființate în 2009. Acestea sunt subdivizate în 19 districte:
- Regiunea Analamanga (albastru):
  - 2. Ambohidratrimo
  - 3. Andramasina
  - 4. Anjozorobe
  - 5. Ankazobe
  - 6. Antananarivo-Atsimondrano
  - 7. Antananarivo-Avaradrano
  - 8. Antananarivo-Renivohitra
  - 16. Manjakandriana
- Regiunea Bongolava (maro):
  - 15. Fenoarivobe
  - 19. Tsiroanomandidy
- Regiunea Itasy (verde):
  - 12. Arivonimamo
  - 17. Miarinarivo
  - 18. Soavinandriana
- Regiunea Vakinankaratra (portocaliu):
  - 1. Ambatolampy
  - 9. Antanifotsy
  - 10. Antsirabe rral
  - 11. Antsirabe urban
  - 13. Betafo
  - 14. Faratsiho

## Orașe
- Antananarivo
- Antsirabe
- Tsiroanomandidy
- Miarinarivo